# Luftseilbahn Fajã dos Padres
| |          |                 |                 |
| Streckenlänge: | 0,500 km |                 |                 |
| |          |                 |                 |
| \| \| 0,500 \| Quinta Grande \| Quinta Grande \| \| \| \| \| \| \| \| 0,000 \| Fajã dos Padres \| Fajã dos Padres \| |          |                 |                 |
| U-Bahn-Kopfbahnhof Streckenanfang                                                                                    | 0,500    | Quinta Grande   | Quinta Grande   |
| U-Bahn-Strecke |          |                 |                 |
| U-Bahn-Kopfbahnhof Streckenende                                                                                      | 0,000    | Fajã dos Padres | Fajã dos Padres |

Die Luftseilbahn Fajã dos Padres (portugiesisch: Teleférico da Fajã dos Padres), auch Seilbahn Quinta Grande, ist eine Luftseilbahn an der Südküste Madeiras. Westlich von Câmara de Lobos ermöglicht sie von der Gemeinde Quinta Grande den Zugang von der Steilklippe zu den Feldern Fajã dos Padres und dem Strand.

## Geschichte und Beschreibung
Die Bergstation der Seilbahn liegt etwa einen halben Kilometer südwestlich von Quinta Grande, ist über Straßen aber nur über einen etwa zwei bis drei Kilometer langen Umweg zu erreichen. Vor der Bergstation befindet sich ein kleiner Parkplatz. Ursprünglich waren die Felder am Strand nur per Boot zu erreichen, bis 1998 ein Aufzug gebaut wurde (Elevador Fajã dos Padres). Dieser Aufzug wird heute vornehmlich für den Transport von Gütern genutzt oder wenn die Wetterbedingungen die Nutzung der Seilbahn nicht zulassen.
Zusätzlich wurde 2015 die Seilbahn gebaut, die dem Tourismus einen Impuls gegeben hat. Am Strand wurden ein Restaurant und Übernachtungsmöglichkeiten für Kurzaufenthalte geschaffen, für Tagesausflügler bietet der Strand Bademöglichkeiten.
Den Bau der Seilbahn hat 2015 das österreichische Maschinenbauunternehmen Doppelmayr durchgeführt, die dabei Technik der Firma Inauen-Schätti nutzte. Die Bergstation liegt auf einer Höhe von 335,6 Metern, die Talstation in einer Höhe von 19,4 Metern.
Aus technischer Sicht handelt es sich um eine Pendelbahn mit zwei Gondeln für jeweils acht Personen. Mit einer Streckenlänge von 500 Metern wird ein Höhenunterschied von 316,2 Metern überwunden. Dabei nutzt die Konstruktion zwei Stützen. Die Höchstgeschwindigkeit beträgt sechs Meter pro Sekunde, was 21,6 km/h sind, die Fahrtzeit beträgt 2,17 Minuten. Pro Stunde können 180 Personen befördert werden. Die Seilbahn wird von der Etemar-Empresa de Obras Terrestres e Maritimas betrieben und verkehrt ganzjährig zwischen 10.00 und 18.00 Uhr bzw. 19.00 Uhr.

## Bilder

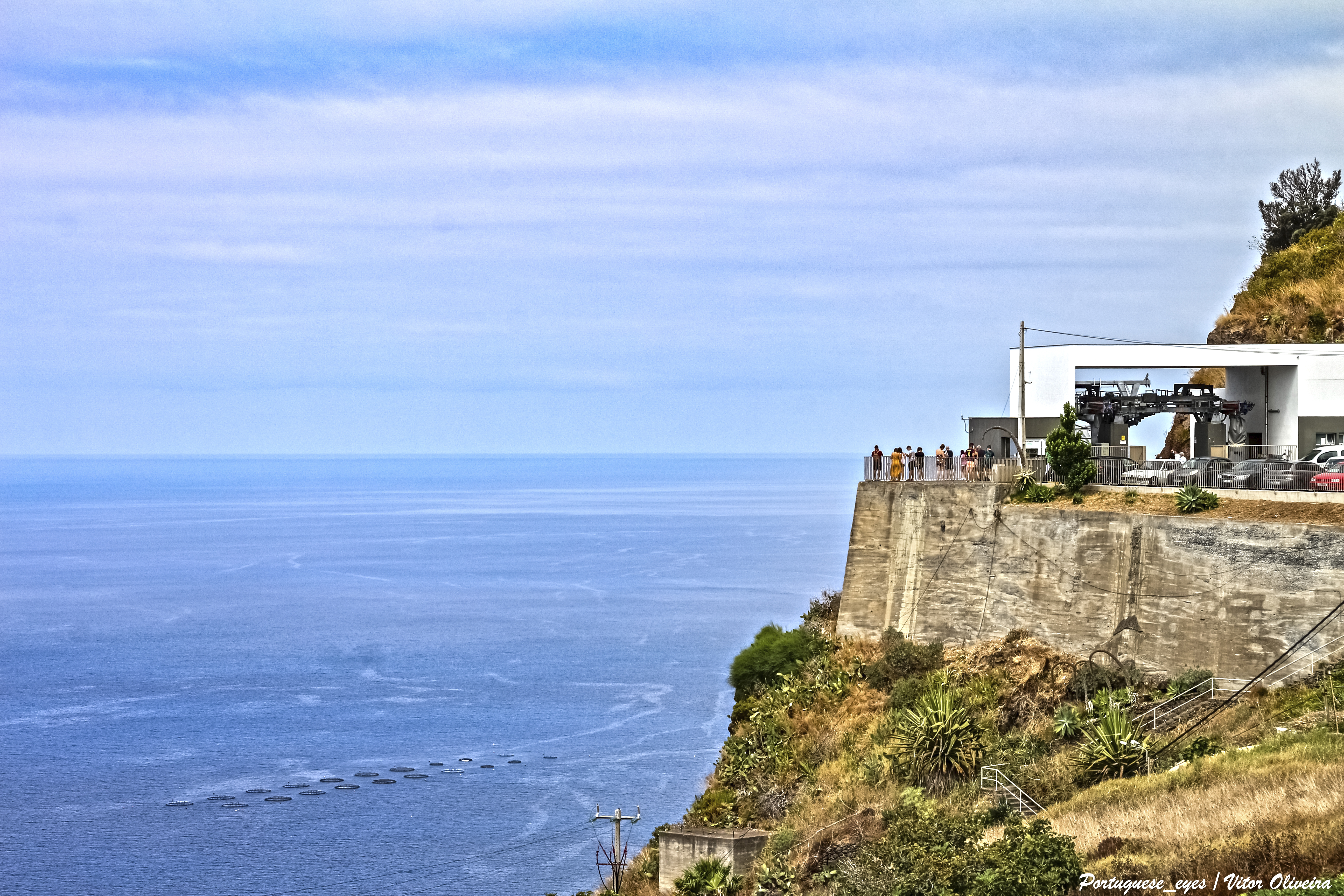
Blick auf Bergstation mit Meerespanorama
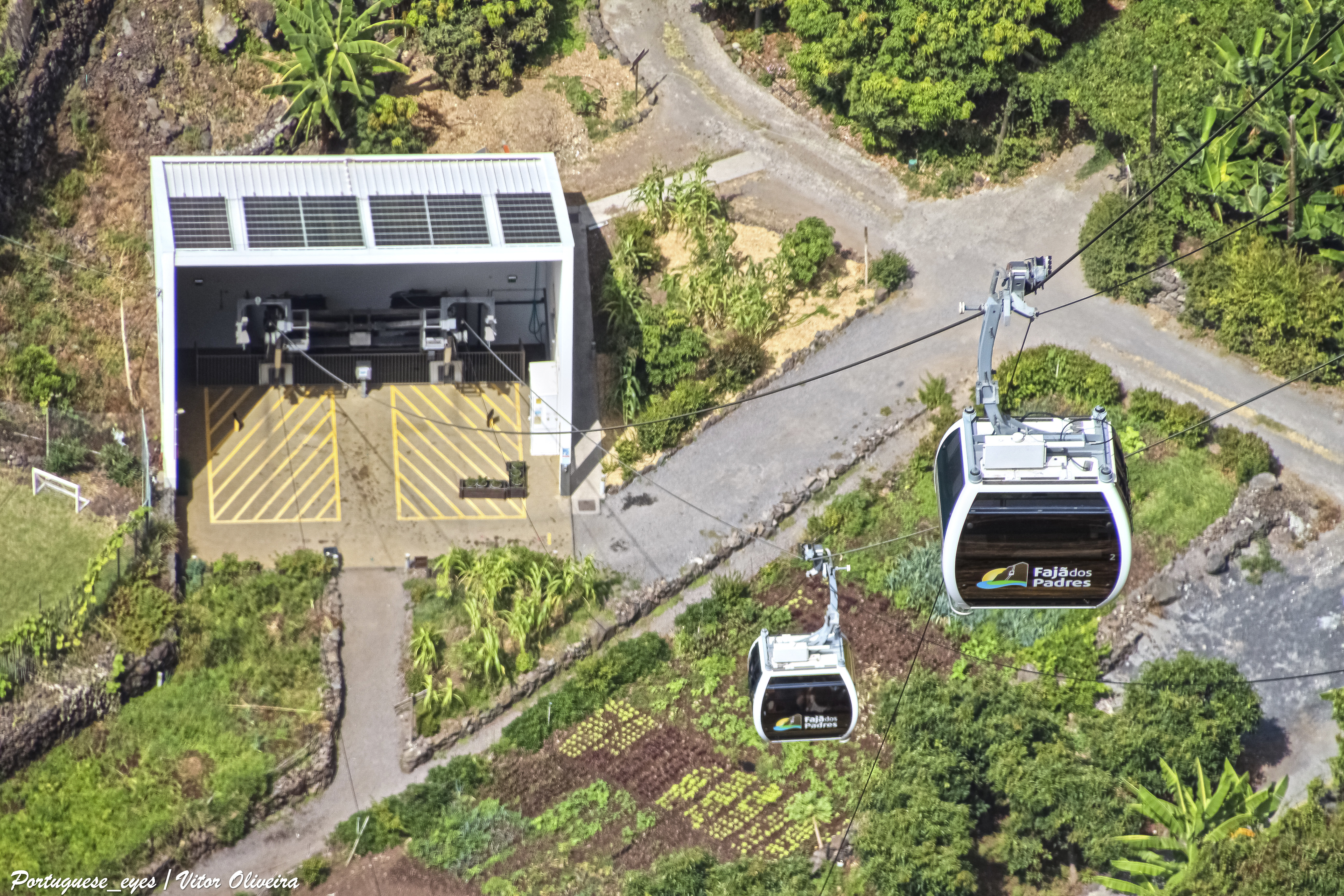
Blick auf Talstation, Felder und Gondeln von oben